# Werner Hamacher
Werner Hamacher (1948 – Francoforte sul Meno, 7 luglio 2017) è stato un critico letterario e filosofo tedesco.

## Biografia
Hamacher ha studiato alla Freie Universität Berlin e all'École normale supérieure a Parigi Letteratura comparata, Filosofia, Letteratura tedesca e Scienza delle religioni. È stato allievo di Jacques Derrida e di Paul de Man da cui è stato profondamente influenzato. Ha terminato i suoi studi con una tesi sull'ermeneutica dialettica di Hegel.
Dal 1984 al 1998 ha insegnato presso la Johns Hopkins University. Ha insegnato come invited professor alla Yale University, all'Università di Amsterdam e all'École Normale Supérieure. Dal 1998 fino al 2013 insegnava come Professore di Letteratura comparata all'Università di Francoforte, e dal 2003 era Global Distinguished Professor alla New York University.
Hamacher era tra coloro che, in Germania, hanno recepito in modo produttivo la filosofia poststrutturalista e decostruzionista e che sono conosciuti anche all'estero. Come traduttore delle opere di Paul de Man e di Jacques Derrida ha largamente contribuito alla diffusione del loro pensiero in Germania.

## Opere principali
- Pleroma. Zu Genesis und Struktur einer dialektischen Hermeneutik bei Hegel.Ullstein, Frankfurt 1978 (tr. fr. 1997, tr. ingl. 1998)
- (Ed.) Paul Celan. Suhrkamp, Frankfurt 1988, ISBN 3-518-38583-6
- Unlesbarkeit. in Paul de Man: Allegorien des Lesens. Suhrkamp, Frankfurt 1988, p. 7-26;
- (Ed. con Neil Hertz e Thomas Keenan): Responses. On Paul de Man's Wartime Journalism. University of Nebraska Press, Lincoln 1989, ISBN 0803223528
- Premises. Essays on Philosophy and Literature from Kant to Celan. 1996, 1999
  - In tedesco: Entferntes Verstehen. Studien zu Philosophie und Literatur von Kant bis Celan. Edition Suhrkamp #2026,  Frankfurt 1998 ISBN 0-674-70073-2
- MASER. Bemerkungen im Hinblick auf die Bilder von Hinrich Weidemann, Essay im Künstlerbuch H. W.- Galerie Max Hetzler, Berlin 1998
- Ed.: Nietzsche aus Frankreich. Essays von Georges Bataille, Maurice Blanchot, Jacques Derrida, Michel Foucault, Pierre Klossowski, Philippe Lacoue-Labarthe, Jean-Luc Nancy und Bernard Pautrat. Philo, Berlin 2003, ISBN 3-548-35238-3
- Für – Die Philologie.[1] Roughbooks, Basel 2009 ISBN 978-3-938767-75-7
- 95 Thesen zur Philologie. Roughbooks, Holderbank SO 2010
- Lingua Amissa in Jacques Derrida, "Marx & Sons", Mimesis, 2005

### Traduzioni
- Jacques Lacan: Freuds technische Schriften. Walter, Olten 1978
- Jacques Lacan & Jean Hyppolite: Schriften über die Verneinung. In Jacques Lacan: Schriften, 3. Walter, Olten 1979 (con Ursula Rütt-Förster)
- Nicolas Abraham & Maria Torok: Das Verbarium des Wolfmanns. Vorwort Jacques Derrida. Ullstein, Berlin 1979
- Paul de Man: Allegorien des Lesens. Suhrkamp, Frankfurt 1988 (con Peter Krumme)